# Джамбай
Джамбай (узб. Jomboy) — місто у Самаркандській області Узбекистану, центр Джамбайського району. Місто знаходиться за 13 км від Самарканду. Через місто протікає річка Зеравшан. Джамбай засновано у 1970 році, статус міста отримав у 1977 році. У місті розташована залізнична станція на лінії Самарканд — Джизак.

## Економіка
Підприємства легкої та харчової промисловості а також будівельних матеріалів. Виробництво борошна та бавовняної пряжі. Фабрика з пошиття одягу, виробництво залізобетонних виробів.

## Соціальна сфера
4 загальноосвітні школи, ліцей ремесел, коледж, науковий інститут, музей природознавства, культурний центр, бібліотеки. Парк з пам'ятником матері.

## Відомі уродженці
Народились:
- Ахмад А'зам (1949—2014) — відомий письменник, сценарист та журналіст. Колишній генеральний директор телеканалу «O'zbekiston» та студії «O'zbektelefilm»
- Куддус А'зам — відомий письменник та сценарист